# エウスタヒ・スタニスワフ・サングシュコ
エウスタヒ・スタニスワフ・サングシュコ（Eustachy Stanisław Sanguszko, 1842年8月18日 - 1903年4月2日）は、オーストリア＝ハンガリー（二重帝国）のポーランド人貴族、政治家。サングシュコ家の公（侯爵（Fürst）/公爵（książę））。ガリツィア王国議会議長（在任1890年 - 1895年）およびガリツィア総督（在任1895年 - 1898年）を務めた。

## 生涯
ヴワディスワフ・ヒェロニム・サングシュコ公とその妻のイザベラ・マリア・ルボミルスカ公女（1808年 - 1880年）の間の三男として生まれた。パリで少年期を過ごし、1860年から1862年までパリ大学で、1862年から1864年までクラクフ大学（現在のヤギェウォ大学）で法学を学んだ。1863年の民族反乱（1月蜂起）には共感を覚え、反乱中はパリの亡命ポーランド人社会の中核オテル・ランベールで活動した。その後、兄が病に倒れたため学業を中断して実家に戻り、ヴォルィーニ地方の所領の経営を始めた。
1873年にレンベルク（現在のウクライナ領リヴィウ州リヴィウ）選出のガリツィア王国議会議員となった。同じ1873年にウィーンの帝国議会下院議員になり、1879年より貴族院の世襲議員となった。また、タルヌフ市の市参事会議長や地主団体の支部長を務めてもいる。
1890年から1895年までガリツィア国会議長（事実上の首相）を務め、カジミェシュ・バデーニの後任として1895年から1898年までガリツィア総督となった。サングシュコは議長・総督在任中、交通網の大幅な拡充や水利工事などのインフラ整備、農業経営者を受益者とする経済振興策や農業専門学校の創設などに大きく貢献した。また公文書にポーランド語を使用したため、公用語問題に悩む二重帝国の諸邦をさらに混乱させることになり、特にハンガリー政府との間でしばしば深刻な軋轢を引き起こした。1898年の総督退任時に、金羊毛騎士団の騎士に叙せられている。
1895年にコンスタンツィア・ザモイスカ伯爵夫人（1864年 - 1946年）と結婚し、息子を1人もうけた。曾孫のパヴェウ・フランチシェク・サングシュコ（Paweł Franciszek Sanguszko、1973年 - ）は、現在のサングシュコ公爵家の当主である。